# قوة حماية ايزيدخان
قوة حماية ايزيدخان (بالكردية: Hêza Parastina Êzîdxanê)، أيضا تترجم باسم وحدات حماية ايزيدخان أو ، هي جماعة يزيدية تشكلت من قبل حيدر ششو في صيف 2014 في استجابة لاضطهاد الإيزيديين على يد داعش. إنها أكبر من الجماعة اليزيدية الرئيسية، وحدات مقاومة سنجار. بأية حال، إنها أقل نشاطا من وحدات مقاومة سنجار التي قاتلت ضد داعش منذ 2014.
كانت الجماعة معروفة باسم قوة حماية سنجار (بالكردية: Hêza Parastina Şingal)، أيضا تترجم باسم وحدات حماية سنجار حتى نوففمبر 2015، عندما غيرت الجماعة اسمها إلى Hêza Parastina Êzîdxanê أو HPÊ.